# Estación de Calatayud
Estación de Calatayud vasútállomás Spanyolországban, Calatayud településen. Része a spanyol nagysebességű vasúthálózatnak.

## Vasútvonalak
Az állomást az alábbi vasútvonalak érintik:
- Madrid–Barcelona nagysebességű vasútvonal
- Madrid-Barcelona-vasútvonal

## Kapcsolódó állomások
A vasútállomáshoz az alábbi állomások vannak a legközelebb:
- Estación de Guadalajara-Yebes (Madrid-Puerta de Atocha-Almudena Grandes, Madrid–Barcelona nagysebességű vasútvonal)
- Estación de Zaragoza-Delicias (Estación de Barcelona Sants, Madrid–Barcelona nagysebességű vasútvonal)
- Estación de Embid de Jalón
- Estación de Terrer

## Forgalom
| Járat                                                         | <<                      | >> | Útvonal | Gyakoriság      |
| ------------------------------------------------------------- | ----------------------- | --- | --- | --------------- |
| Vasúti forgalom a Madrid–Barcelona nagysebességű vasútvonalon |                         | | |                 |
|                                                               | Figueres-Vilafant       | Madrid-Puerta de Atocha                                                                               | Girona - Barcelona-Sants - Camp de Tarragona - Saragossa-Delicias - Calatayud- Guadalajara-Yebes |                 |
| Barcelona-Sants                                               | Madrid-Puerta de Atocha | Camp de Tarragona - Saragossa-Delicias - Calataiud- Guadalajara-Yebes                                 | |                 |
| Barcelona-Sants                                               | Sevilla-Santa Justa     | Camp de Tarragona - Saragossa-Delicias - Ciudad Real-Central - Puertollano - Còrdova-Central          | 1 vonat naponta |                 |
| Barcelona-Sants                                               | Màlaga-María Zambrano   | Camp de Tarragona - Saragossa-Delicias - Còrdova-Central - Puente Genil-Herrera - Antequera-Santa Ana | 1 vonat naponta |                 |
| Alvia                                                         | Barcelona-Sants         | Bilbao-Abando                                                                                         | Camp de Tarragona - Saragossa-Delicias - Tudela - Castejón - Alfaro - Calahorra - Logronyo - Haro - Miranda de Ebro - Llodio | 2 vonat naponta |
| Alvia                                                         | Barcelona-Sants         | Irun                                                                                                  | Camp de Tarragona - Saragossa-Delicias - Tudela - Castejón - Tafalla - Pamplona - Alsasua - Zumárraga - Tolosa - San Sebastià | 2 vonat naponta |
| Alvia                                                         | Barcelona-Sants         | Vigo-Guixar                                                                                           | Camp de Tarragona - Saragossa-Delicias - Tudela - Castejón - Tafalla - Pamplona - Vitòria-Gasteiz - Miranda de Ebro - Burgos - Palència - Sahagún - Lleó - Astorga - Bembibre - Ponferrada - O Barco de Valdeorras - A Rúa-Petín - San Clodio-Quiroga - Monforte de Lemos - Ourense-Empalme - O Porriño - Redondela | 1 vonat naponta |
| Trenhotel Galicia                                             | Barcelona-Sants         | La Corunya                                                                                            | Camp de Tarragona - Saragossa-Delicias - Tudela - Castejón - Logronyo - Burgos - Palència - Lleó - Astorga - Ponferrada - O Barco de Valdeorras - A Rúa-Petín - San Clodio-Quiroga - Monforte de Lemos - Sarria - Lugo - Curtis -Betanzos-Infesta                                                                   |                 |
| Trenhotel Galicia                                             | Barcelona-Sants         | Vigo-Guixar                                                                                           | Les mateixes que la rama de la Corunya fins a Monforte de Lemos i a més: Ourense-Empalme - Guillarei - O Porriño - Redondela |                 |
| Trenhotel Pío Baroja                                          | Barcelona-Sants         | Gijón-Cercanías                                                                                       | Camp de Tarragona - Saragossa-Delicias - Tudela - Castejón - Calahorra - Logronyo - Miranda de Ebro - Burgos - Palència - Sahagún - Lleó - Oviedo - Gijón-Jovellanos |                 |